# French National Championship de 1902
O French National Championship de 1902 foi um torneio de tênis disputado nas quadras de saibro do Racing Club de France, em Paris, na França, entre  18 e 28 de junho. Corresponde à 12ª edição.

## Finais

### Profissional
| Categoria | Evento    | Campeã(s)(o/ões)               | Vice-campeã(s)(o/ões)       | Resultado | Chave(s)  | Chave(s)       |
| --------- | --------- | ------------------------------ | --------------------------- | --------- | --------- | -------------- |
| Simples   | Masculino | Michel Vacherot                | Max Decugis                 | 6–4, 6–2  | principal | qualificatório |
| Simples   | Feminino  | Adine Masson                   | P Girod                     | 6–0, 6–1  | principal | qualificatório |
| Duplas    | Masculino | Max Decugis J. Worth           |                             |           | principal | principal      |
| Duplas    | Misto     | Billie Jean King Owen Davidson | Ann Haydon Jones Ion Ţiriac | 6–3, 6–1  | principal | principal      |